# Brick & Lace
«Brick & Lace» (читается как «Брик энд Лэйс») — музыкальный дуэт в стиле R&B, состоящий из двух сестёр ямайского происхождения — Ньянды и Наилы Торборн. Изначально в состав группы «Brick & Lace» входила также и третья сестра Торборн — Таша. Однако она покинула проект, продолжив работать с сестрами за сценой, сочиняя для них песни.

## История
Наила и Ньянда являются родными сёстрами. Они родились в Кингстоне у темнокожего отца с ямайскими корнями, и у матери родом из Нью-Йорка. Дуэт имел опыт международных выступлений, включая такие страны как Уганда и Танзания, а также Зимбабве. Имидж сестёр символизирует дуальность каждой женщины. Слово «Brick» означают силу характера, независимость и холодность, а «Lace» — напротив, мягкость, понимание и нежность женщины. По своему стилю первой характеристике соответствует сестра Ньянда (темные волосы, спортивный стиль одежды, подтянутая фигура, более грубый вокал, использование речитатива на ямайском наречии). Слову «Lace» по имиджу соответствует Наила (светлые волосы, «пышная» фигура, женственный стиль одежды, чувственный вокал). Музыка группы весьма эклектична — она представляет собой смесь разных жанров, начиная от R&B и регги, заканчивая элементами хип-хопа и соул.
«Брик энд Лэйс» стали одним из ключевых проектов певца и продюсера Эйкона на его звукозаписывающей студии Kon Live Distribution. Их дебютный альбом «Love Is Wicked» (с англ. «Любовь жестока») вышел 4 сентября 2007 года ограниченным тиражом. В данном альбоме выделяется четыре успешных сингла: «Get That Clear (Hold Up)», «Never, Never», «Love Is Wicked» и «Take Me Back».
Песня «Love Is Wicked» была включена в течение 48 недель в 6 различных чартов, в том числе в «Sverigetopplistan Sweden Singles Top 60» и «France Singles Top 100». Сингл достиг шестой позиции в «Finland Singles Top 20» в первую же неделю. Самым успешным достижением стало 9 место в чарте «France Singles Top 100».
Дуэт выступал с Гвен Стефани в рамках её сольного тура «The Sweet Escape» 24 мая 2007 года в Нью-Джерси. Они заменили на выступлении певицу Lady Sovereign, которая не смогла принять участие в концерте.
В 2008 году сёстры активно гастролировали, закрепляя успех своего первого альбома. Как правило они путешествовали по странам Европы и Африки и в течение этого тура успели записать ещё две новых песни под названиями «Cry On Me» и «Bad to di Bone». В 2009 году «Брик энд Лэйс» выпустили сингл «Bad to di Bone», который стал весьма популярным в Европе и на африканском континенте. Новый трек дал повод для появления слухов о том, что группа планирует выход второго диска. Однако поклонники дуэта так и не увидели нового альбома, и вместо этого состоялось переиздание уже существующего. В июле 2009 года дуэт записал очередной хит «Room Service», который появился на переизданном альбоме «Love is Wicked».
Летом 2010 года группа вновь отправилась в европейский тур в поддержку второго сингла и альбома. В этот же период они записывают песни «Bang Bang», «Ring The Alarm», и «Shackles» в качестве «предпосылки» к своему запланированному третьему альбому. В мае 2010 года стало известно, что старшая из сестёр, Ньянда, ждет ребёнка. В связи с этим некоторые выступления, в том числе в Замбии, были отменены.
В 2011 году в интернете появился фрагмент новой песни под названием «What You Want», спродюсированный студией Konvict Muzik. Данный трек рассматривается как тизер к новому альбому девушек. В январе — феврале 2011 года сёстры давали выступления в Европе, Азии и Африке. Будучи на десятом месяце беременности, Ньянда взяла перерыв, чтобы родить ребёнка и поправить своё здоровье. Младшая сестра Ньянды и Наилы, Кандас (Candace), подменила Ньянду и участвовала вместе с Наилой во всех презентациях, связанных с гастрольным туром. По последней информации, «Брик энд Лэйс» собираются возобновить турне в апреле, мае и июне 2011 года. На данный момент Ньянда уже родила ребёнка и вернулась в группу.
Последним синглом группы стала песня «In Love With The Music» — это совместная работа девушек с коллективом «Golden Crew». На неё был снят клип, в котором «Брик энд Лэйс» появляются перед зрителями в своем привычном стиле, не считая нового, более жесткого, имиджа Наилы, и слегка располневшей после беременности и родов Ньянды.

## Дискография

### Альбомы
- 2007: Love Is Wicked
- 2009: Love Is Wicked (переиздание)

## Фильмография
- 2006: «Сделано в Ямайке» — В 2006 году, Наила и Ньянда, вместе со многими другими артистами, исполняющими музыку регги и таким образом представляющими культуру Ямайки во всем мире, снялись в фильме «Сделано в Ямайке» («Made in Jamaica»). В фильме снялись такие музыканты, как Alaine, Capleton, Joseph Current, Lowell ‘Sly’ Dunbar, Elephant Man, Beresford Hammond, Gregory Isaacs, Vybz Kartel, Bounty Killer, Dr. Marshall, Lady Saw, Robbie Shakespeare, Tanya Stephens, Third World, Toots и Bunny Wailer[8].